# Eparchia moskiewska miejska
Eparchia moskiewska miejska, ros. Московская епархия (городская) – eparchia grupująca parafie i stauropigialne monastery Rosyjskiego Kościoła Prawosławnego znajdujące się w granicach administracyjnych Moskwy. Każdorazowym ordynariuszem eparchii jest patriarcha moskiewski i całej Rusi, zaś główną katedrą – sobór Chrystusa Zbawiciela.
W grudniu 2016 r. w eparchii działało 1130 świątyń (cerkwi i kaplic), spośród których 493 pełniło funkcje parafialne.

## Podział administracyjny
Postanowieniem Świętego Synodu z 27 grudnia 2011 r. eparchię podzielono na 10 wikariatów, w skład których wchodzi 26 dekanatów.
- Wikariat centralny (obejmujący teren Centralnego okręgu administracyjnego Moskwy)
  - Dekanat centralny
  - Dekanat Iwerskiej Ikony Matki Bożej
  - Dekanat moskworiecki
  - Dekanat Objawienia Pańskiego
  - Dekanat Opieki Matki Bożej
  - Dekanat Spotkania Włodzimierskiej Ikony Matki Bożej
- Wikariat południowy (obejmujący teren Południowego okręgu administracyjnego Moskwy)
  - Dekanat Dońskiej Ikony Matki Bożej
  - Dekanat św. Daniela Słupnika
- Wikariat południowo-wschodni (obejmujący teren Południowo-wschodniego okręgu administracyjnego Moskwy)
  - Dekanat Świętych Piotra i Pawła
  - Dekanat Złożenia Szat Matki Bożej w Blachernie
- Wikariat południowo-zachodni (obejmujący teren Południowo-zachodniego okręgu administracyjnego Moskwy)
  - Dekanat św. Andrzeja
  - Dekanat św. Paraskiewy
- Wikariat północny (obejmujący teren Północnego okręgu administracyjnego Moskwy)
  - Dekanat Ikony Matki Bożej „Znak”
  - Dekanat Wszystkich Świętych
- Wikariat północno-wschodni (obejmujący teren Północno-wschodniego okręgu administracyjnego)
  - Dekanat św. Sergiusza
  - Dekanat Trójcy Świętej
- Wikariat północno-zachodni (obejmujący teren okręgów administracyjnych Moskwy: Północno-zachodniego oraz Zielenogradzkiego[3])
  - Dekanat Spasski
  - Dekanat Zaśnięcia Matki Bożej
  - Dekanat zielenogradzki
- Wikariat wschodni (obejmujący teren Wschodniego okręgu administracyjnego Moskwy)
  - Dekanat Narodzenia Pańskiego
  - Dekanat Zmartwychwstania Pańskiego
- Wikariat zachodni (obejmujący teren Zachodniego okręgu administracyjnego Moskwy)
  - Dekanat św. Jerzego
  - Dekanat św. Michała Archanioła
- Wikariat nowych terytoriów (obejmujący teren okręgów administracyjnych Moskwy: Nowomoskiewskiego oraz Troickiego)
  - Dekanat Smoleńskiej Ikony Matki Bożej
  - Dekanat św. Eliasza
  - Dekanat św. Mikołaja

Eparchii moskiewskiej miejskiej podlegają również parafie stauropigialne poza granicami administracyjnymi Moskwy (głównie w obwodzie moskiewskim), zgrupowane w odrębnym dekanacie stauropigialnych parafii i patriarszych placówek poza Moskwą.

## Monastery
W skład eparchii wchodzi 15 moskiewskich stauropigialnych klasztorów:
- Monaster św. Aleksego, żeński
- Monaster św. Andrzeja, męski
- Monaster Poczęcia św. Anny, żeński
- Monaster Daniłowski, męski (rezydencja patriarchy)
- Monastyr Doński, męski
- Monaster św. Jana Chrzciciela, żeński
- Monaster Świętych Marty i Marii, żeński[5]
- Monaster Narodzenia Matki Bożej, żeński
- Monaster Nowodziewiczy, żeński
- Monaster Nowospasski, męski
- Monaster Opieki Matki Bożej, żeński
- Monaster Spotkania Włodzimierskiej Ikony Matki Bożej, męski
- Monaster Wysoko-Pietrowski, męski
- Monaster Zaikonospasski, męski
- Troicko-Hodigitriewska Pustelnia Zosimowa, żeńska